# Racon

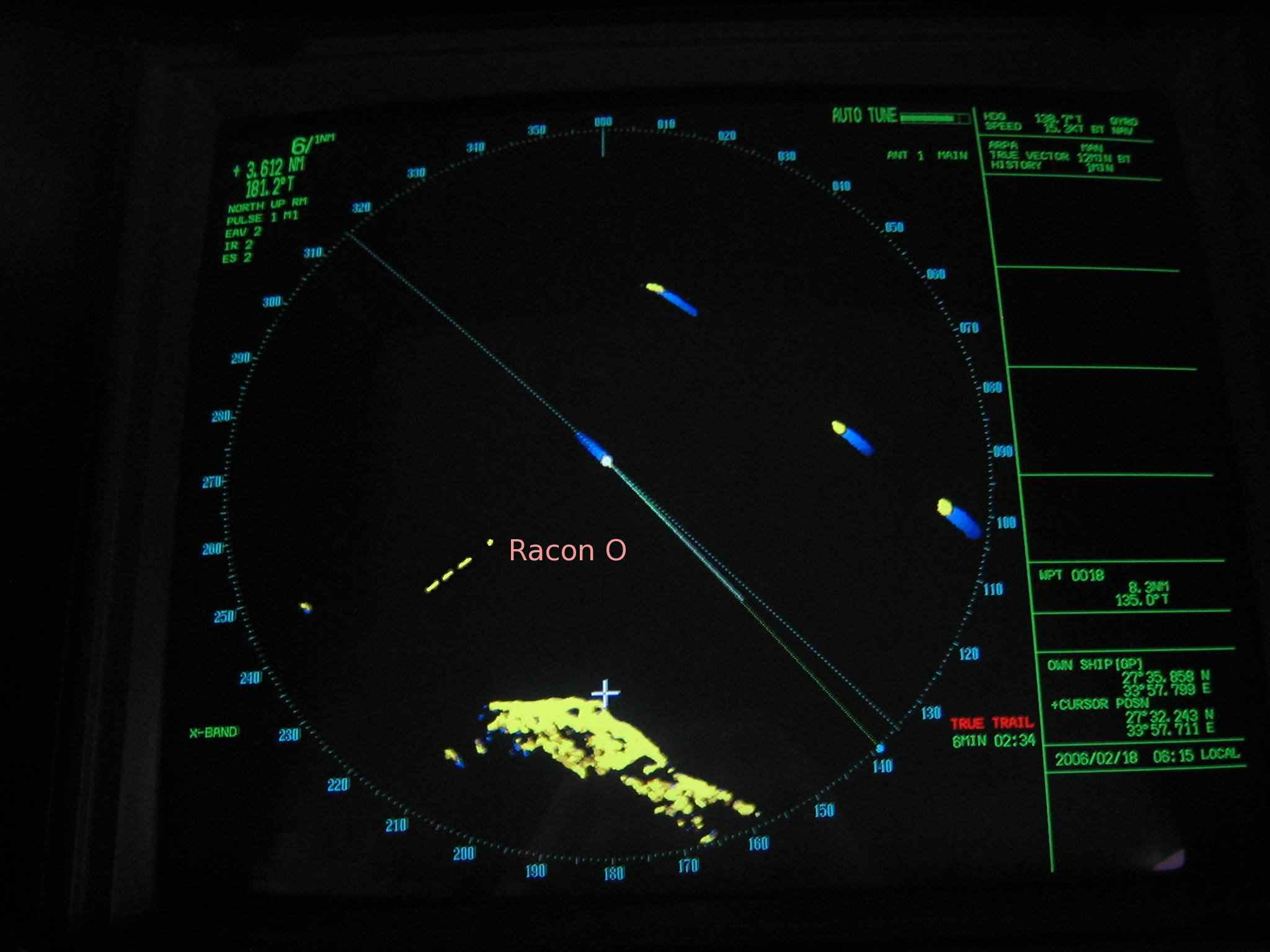
Sygnał Raconu nadającego literę O na ekranie radaru (pozycja statku jest w centrum ekranu).

Racon jest typem transpondera radarowego, używanego w nawigacji morskiej do wskazania i identyfikacji znaków nawigacyjnych na ekranie radaru.
Jest umieszczany na bojach, stawach i latarniach morskich. Po odebraniu impulsu radarowego, nadaje na tej samej częstotliwości sygnał, który widoczny jest na ekranie radaru jako kreski i kropki (znak alfabetu Morse’a), zaczynający się na pozycji transpondera (a więc i wskazywanego znaku) i biegnący w kierunku od radaru. Obecność i charakterystyka raconu jest zaznaczona na mapie nawigacyjnej. Pozwala to obserwatorowi na niezawodne zidentyfikowanie znaku nawigacyjnego, a następnie określenie swojej pozycji. Dodatkowo w systemie oznakowania IALA, powszechnie stosowanym na morzach całego świata, raconem o sygnale „D” oznacza się „nowe niebezpieczeństwo”. czyli przeszkodę nawigacyjną, która pojawiła się stosunkowo niedawno i wiadomość o niej mogła nie dotrzeć jeszcze do wszystkich zainteresowanych.

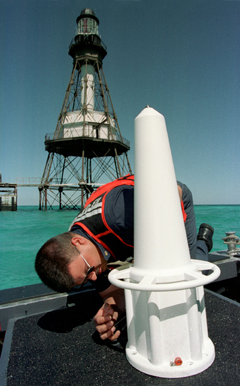
Przygotowanie raconu do instalacji